# Harlekinblomst
Harlekinblomst er en farverig løgplante med stjernefarvet blomst på lange irislignende stilke.
- Sparaxis bulbifera
- Sparaxis grandiflora
- Sparaxis tricolor
- Sparaxis variegata
- Sparaxis villosa
- Sparaxis maculosa
- Sparaxis roxburghii
- Sparaxis elegans
- Sparaxis metelerkampiae
- Sparaxis parviflora

Der hersker uenighed om, hvorvidt løgene kan overvintre i jorden; sikkert er det dog, at de ikke må stå for vådt, da de ellers rådner.
| Botanik | Spire Denne botanikartikel er en spire som bør udbygges. Du er velkommen til at hjælpe Wikipedia ved at udvide den. |